# Шохин, Сергей Олегович
Серге́й Оле́гович Шо́хин (р. 1954) — российский ученый-юрист, общественный и политический деятель. Профессор, Заслуженный юрист Российской Федерации, академик РАЕН и РАЮН, кандидат исторических наук, доктор юридических наук.

## Биография
Родился 14 августа 1954 года в Воронеже. Родители — Шохины Олег Анатольевич (коренной москвич), и Зоя Алексеевна (коренная ленинградка, блокадница), оба — инженеры-железнодорожники.
Начал трудовой путь электромонтером на Юго-Восточной железной дороге. В 1973—1975 годах проходил срочную службу в Советской Армии (автомобильные войска).

## Образование
В 1982 году с отличием окончил международно-правовой факультет Московского государственного института международных отношений (МГИМО) МИД СССР по специальности юрист-международник со знанием иностранных языков.
Доктор юридических наук (специализация — финансовое право), профессор, Заслуженный юрист Российской Федерации, кандидат исторических наук.
В 1992 году окончил углубленную программу повышения квалификации в области экономики, финансов и управления в рамках международной программы Европейского Сообщества с участием ведущих бизнес-школ Европы (IESE-Barcelona-Spain, ISA-Paris-France, SDA-Milan-Italy).
В 1995 году прошел специализированные курсы «Финансовая и налоговая политика в регионе», организованные Московской Высшей Школой Управления при Академии народного хозяйства совместно с Triangle Research Institute, США.
В 1998 году обучался в рамках российско-германской программы по финансам и финансовому контролю (Берлин).
В 1997—1998 годах обучался в течение года по курсу «Развитие финансовой системы города Москвы в новых экономических условиях» в рамках программы Национального фонда подготовки финансовых и управленческих кадров.
Владеет свободно английским и испанским языками.

## Профессиональная деятельность
- в 1982—1991 годах работал в центральном аппарате и загранучреждениях Министерства иностранных дел СССР. Многократно отмечен благодарностями Министра иностранных дел.
- в 1991—1993 годах — преподавал в МГИМО, занимался частным консультированием[1].
- В 1993—1996 годах — депутат Московской городской Думы[2].
- в 1993—1995 годах — депутат Московской городской Думы по 26-му одномандатному избирательному округу, член Комиссии МГД по бюджету, координатор направления по банковской системе и фондовому рынку, член Межведомственной комиссии по рынку ценных бумаг при Правительстве Москвы. В 1994—1995 годах — одновременно Председатель Контрольно-счетной палаты Московской городской Думы[3]. Участвовал в разработке Устава города Москвы, московской программы приватизации, автор и соавтор многих законопроектов по регулированию бюджетных и налоговых вопросов, развитию предпринимательской среды (промышленная и инфраструктурная политика, малый бизнес).
- в 1995—1999 годах — Председатель Контрольно-счетной палаты Москвы, член Межведомственной комиссии по совершенствованию бюджетного законодательства при Правительстве Москвы. Организовал и возглавлял Ассоциацию органов государственного финансового контроля субъектов РФ. Под руководством С. О. Шохина Контрольно-счетная палата Москвы была принята в Европейскую организацию региональных контрольных органов (EURORAI), подтвердив, таким образом, соответствие организации и деятельности Палаты международно-признанным стандартам.[4].
- 1999—2001 гг. — депутат Государственной Думы Федерального Собрания Российской Федерации по 204-му одномандатному избирательному округу (г. Москва), член фракции «Отечество — Вся Россия». Член Комитета по бюджету и налогам, заместитель председателя Комитета по законодательству, член Комиссии по государственному долгу и внешним активам. Автор и соавтор около сорока законопроектов и поправок к действующим законодательным актам в сфере регулирования финансовых рынков, банковской системы, предпринимательской деятельности, государственного контроля и аудита.[5].
- В 2001—2005 годах аудитор Счетной палаты Российской Федерации, отвечал за направление по контролю за государственным долгом, Центральным Банком, кредитно-финансовыми учреждениями и финансовыми рынками. Член Комитета Международной организации высших контрольных органов (INTOSAI) по государственному долгу.[6]
- В 2005 году возглавлял Государственный научно исследовательский институт системного анализа Счетной палаты Российской Федерации.[7]
- в 2005—2006 годах — советник Председателя Центрального Банка Российской Федерации.
- В 2006 году — Первый заместитель председателя Правления Общероссийской общественной организации Ассоциация юристов России][8].
- в 2006—2012 годах — статс-секретарь — заместитель руководителя Федеральной таможенной службы РФ, генерал-лейтенант таможенной службы. Имеет ведомственные награды. С ноября 2007 г. — заместитель руководителя ФТС по таможенному оформлению и контролю, нетарифному регулированию, валютному и экспортному контролю, внедрению новых информационных технологий. Отвечал за практическую реализацию Таможенного союза Россия-Казахстан-Беларусь. Активно участвовал в подготовке Таможенного кодекса Таможенного Союза, Федерального закона «О таможенном регулировании в Российской Федерации». Под его руководством был подготовлен официальный перевод Киотской конвенции об упрощении и гармонизации таможенных процедур, которая лежит в основе реформирования таможенного дела и таможенного законодательства в странах Таможенного Союза.[9].
- 2013 — исполнительный вице-президент Ассоциации Российских Банков.
- 2013 — профессор кафедры «Финансовое право» Финансового университета при Правительстве Российской Федерации.[10]
- 2014 — Директор Высшей юридической школы Финансового университета при Правительстве Российской Федерации.

## Научная и преподавательская деятельность
Является основоположником современной научной школы правового регулирования государственного финансового контроля. Автор первого в Российской Федерации законодательного акта о контрольно-счетных органах: Закона города Москвы «О контрольно-счетной палате г. Москвы», принятого в мае 1994 г. и ставшего модельным для аналогичных законов других субъектов Российской Федерации и муниципальных образований. По его инициативе и при непосредственном участии были разработаны и в последующем приняты законы о контрольно-счетных органах более 30 субъектов Российской Федерации, в частности, Пермской, Тульской, Нижегородской областей и ряда других. Подготовленные С. О. Шохиным предложения по правовому регулированию государственного финансового контроля частично вошли в Бюджетный кодекс РФ и Федеральный закон «О Счетной палате РФ».
В 1991—1993 гг. преподавал правовые дисциплины на Кафедре международного частного и гражданского права МГИМО МИД РФ (специализация — международное частное право, международный арбитражный процесс, правовое регулирование внешнеэкономической деятельности, гражданское и торговое право зарубежных стран, гражданское право России, римское право).
В 1997—2002 годах преподавал финансово-правовые предметы на Кафедре финансового права и бухгалтерского учета Московской государственной юридической академии (в должности профессора по совместительству).
В 2002—2006 годах — заведующий Кафедрой «Финансовое право» Финансовой академии при Правительстве Российской Федерации. Специализация — общий курс финансового права, правовое регулирования рынка ценных бумаг, государственный кредит, банковское право, валютное право, денежное обращение и расчеты, бюджетное право, государственный финансовый контроль и аудит.
С декабря 2006 года — профессор по той же кафедре.
В разные годы член Ученого Совета Финансового Университета при Правительстве Российской Федерации, Диссертационных Советов Финансового Университета, Всероссийской государственной налоговой академии, Российской таможенной академии, Государственного научно-исследовательского института системного анализа Счетной палаты РФ.
Лауреат премии им. Михаила Ломоносова в области науки, образования, культуры и искусства (золотая медаль), лауреат премии «Золотой сфинкс» — 300 лучших учебников для высшей школы (учебник по финансовому праву для экономических ВУЗов).
Отмечен дипломом и почетным знаком Российской Академии Естественных Наук за заслуги в развитии науки и экономики России, дипломом Российской Академии Юридических Наук за активную научную и учебную деятельность в сфере юридической науки и образования.
Принимал непосредственное участие, в том числе в качестве организатора, более чем в 30 всероссийских и международных научно-практических конференциях, на которых выступал с докладами по проблемам правового регулирования финансовой деятельности государства.
Действительный член Российской академии естественных наук, член Президиума Российской академии юридических наук, первый заместитель председателя (2004—2006 гг.), член Правления Всероссийской ассоциации юристов, член Международной ассоциации финансового права.
С 2006 года по 2011 год. О. Шохин являлся арбитром Международного Коммерческого Арбитражного Суда при Торгово-промышленной палате Российской Федерации

## Журналистская деятельность
2002—2008 — Главный редактор Федерального журнала «Банковское право» (журнал — в списке рекомендованных изданий ВАК).
2008—2014 — член редколлегии журнала «Юрист» (журнал — в списке рекомендованных изданий ВАК).
Член Международного и Российского союза журналистов, автор более сорока статей в жанре политической публицистики, опубликованных в российских и зарубежных средствах массовой информации.

## Общественно-политическая деятельность
Относится к «демократам первой волны». В начале 90-х годов — один из руководителей Общероссийского общественно-политического движения «Демократический выбор России». Был одним из организаторов Союза правых сил в Москве, но в скором времени отошел от участия в этой организации.
В 1999 году входил в избирательный блок «Отечество – Вся Россия», впоследствии ставший частью политической партии «Единая Россия». Был делегатом учредительного съезда «Единой России» и её членом до 2013 года. 2002—2006 — член Экономического совета Московской организации партии «Единая Россия».
2005—2006 — член Экспертно-консультативного Совета по корпоративному законодательству и законодательству о финансовых рынках при Комитете Государственной Думы по кредитным организациям и финансовым рынкам и Комитете Государственной Думы по собственности.
2005—2013 — Член президиума Экспертно-консультативного Совета при Председателе Счетной палаты Российской Федерации.
2002—2008 — Член Организационного комитета ежегодного общественного конкурса на звание «Лучший Банкир России».
2004—2006 — член Правления общества «Россия — Япония», вице-президент Российско-японского делового совета.
С 2013 года Председатель Общественного совета Ассоциации защиты страхователей.

## Награды
- Орден Дружбы,
- Медаль «В память 850-летия Москвы»,
- Медаль «В память 300-летия Санкт-Петербурга»,
- Почетная грамота Московской городской Думы,
- Юбилейная медаль «200 лет Министерству финансов Российской Федерации»,
- Юбилейная медаль «200 лет Министерству обороны»,
- Медаль «За сотрудничество» Союзного государства Россия-Беларусь
- За профессиональные заслуги дважды отмечен благодарностью Президента РФ.
- Заслуженный юрист Российской Федерации.
- Почетный работник Счетной палаты РФ.

## Труды
Автор более ста пятидесяти научных и методических работ: монографий, учебников, книг, статей и учебных пособий по проблемам финансового права, финансового контроля, государственного долга, банковской системы общим объёмом более 750 п. л., в том числе:
- Шохин С. О. Бюджетно-финансовый контроль в России (теория и практика) (монография) — М.: Прометей, МГПУ, 1995.[11]
- Шохин С. О. Эффективность бюджетно-финансового контроля (книга) — М.: Прогресс, 1995.
- Шохин С. О. Правовые, профессионально-этические и методические аспекты бюджетно-финансового контроля в России (книга) — М.: Прогресс, 1996.
- Шохин С. О., Селеверстов Д. А, Шлейников В. И. Государственное регулирование рынка ценных бумаг России. — М.: АО Внешторгиздат, 1996.
- Шохин С. О., Воронина Л. И. Бюджетно-финансовый контроль и аудит. Теория и практика применения в России. — М.: Финансы и статистика,1997.
- Шохин С. О. Правовое регулирование государственного финансового контроля в зарубежных странах. — М.: Прометей, 1998.
- Шохин С. О. Правовое регулирование государственного финансового контроля в субъектах Российской Федерации. — М.: Прометей, 1998.
- Шохин С. О. Правовое регулирование государственного финансового контроля на современном этапе (монография). — М.: Международная академия информатизации, 1998.
- Шохин С. О. Проблемы и перспективы развития финансового контроля в Российской Федерации (монография). — М.: Финансы и статистика, 1999.
- Шохин С. О., Бобрышев Д. Н. Финансовый контроль и деятельность Контрольно-счетной палаты (монография). — М.: Полиграф Сервис,1999.
- Шохин С. О., Львов Г. Н., Барабанщиков Г. С. Совершенствование контроля и устойчивое развитие города (монография). — М.: Олимп, 1999.
- Шохин С. О. Комментарий к Федеральному закону «О Счетной палате РФ». (Под. общ. ред. Степашина С. В.) — М.: Изд-во Финансовый контроль, 2002.
- Шохин С. О. Финансово-правовые аспекты совершенствования денежно-кредитной политики и банковской системы. Российская академия юридических наук. — М.: Издательская группа «Юрист», 2003
- Шохин С. О. Правовое обеспечение финансового контроля в области государственных заимствований. Федеральный справочник. — М.: ЗАО «Родина-Про», 2004
- Шохин С. О. Государственный и муниципальный долг. (Постатейный научно-практический комментарий к главе 14 Бюджетного кодекса Российской Федерации). — М.: Изд. ФГУ «Редакция „Российской газеты“», 2008 г.
- Шохин С. О. Внешние долговые требования Российской Федерации. (Постатейный научно-практический комментарий к главе 15 Бюджетного кодекса Российской Федерации). — М.: Изд. ФГУ «Редакция „Российской газеты“», 2008 г.
- Шохин С. О. Основы государственного и муниципального финансового контроля. (Постатейный научно-практический комментарий к главе 26 Бюджетного кодекса Российской Федерации). — М.: Изд. ФГУ «Редакция „Российской газеты“», 2008 г.

## Хобби
- Классическая и рок музыка, художественная литература.

## Семья
- Женат, имеет двух сыновей и трех дочерей.